# Лейлек (Лейлекский район)

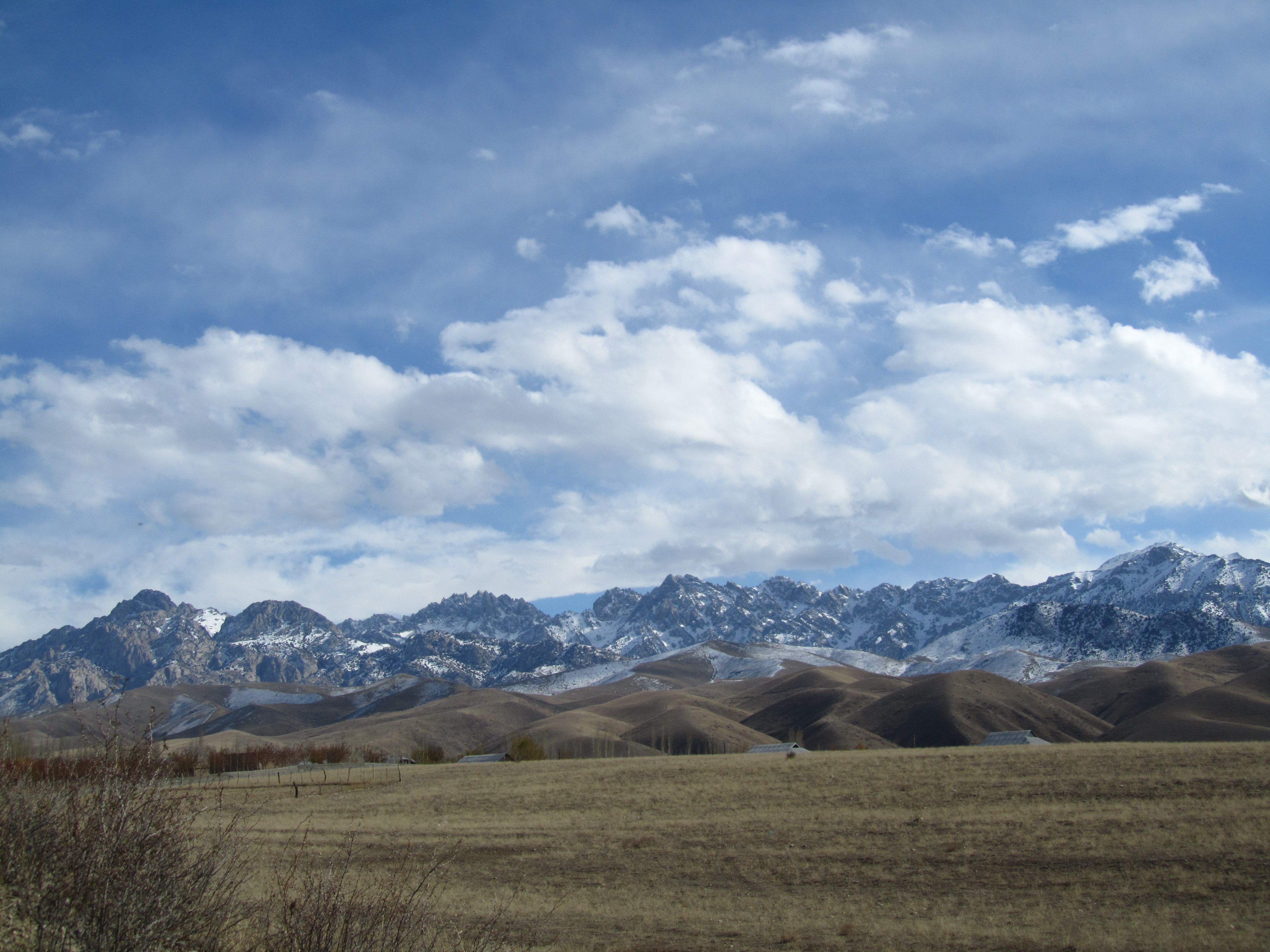
На горизонте горы Туркестанского хребта

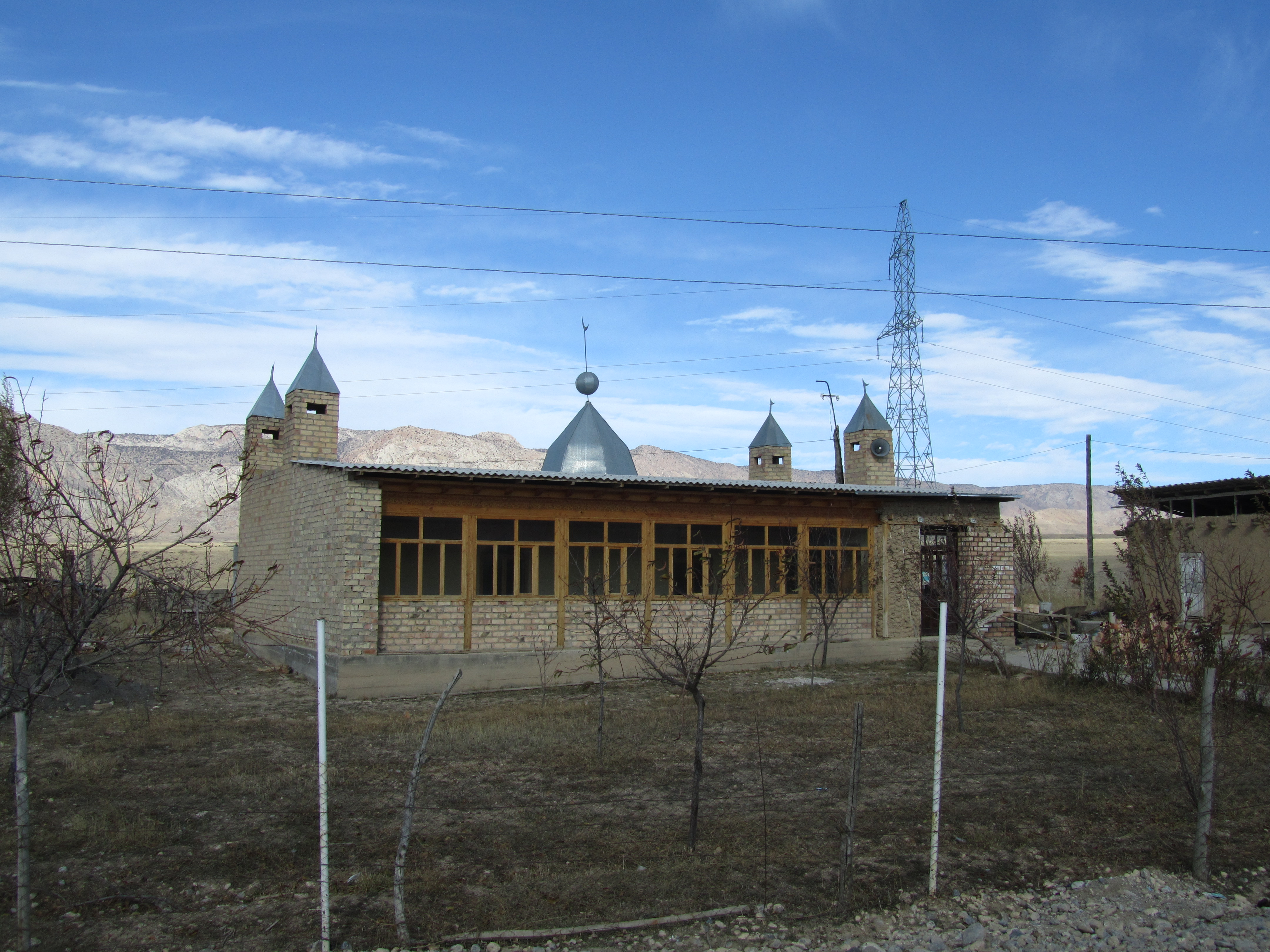
Мечеть

Лейлек (кирг. Лейлек) — село в Лейлекском районе Баткенской области Кыргызстана. Входит в состав Лейлекского аильного округа.
Расположено в юго-западной части Кыргызстана.
Согласно переписи 2009 года, население Лейлека составляло 944 человека. Село находится в зоне возможной активизации селевых потоков.